# ایواناری تومومیچی
ایواناری تومومیچی (به ژاپنی: 岩成 友通 Iwanari Tomomichi) ایشیناری تومومیچی (به ژاپنی: 石成友通); ۱ ژانویهٔ ۱۵۱۹ – ۲۹ اوت ۱۵۷۸) سامورایی و از ملازمان خاندان میوشی، اهل ژاپن بود. وی یکی از سه نفری بود که به عنوان سه ژنرال میوشی شناخته می‌شوند.